# Roberto Gallina
Roberto Gallina (La Spezia, 4 de enero de 1940) es un expiloto de motociclismo italiano, que participó en el Campeonato del Mundo de Motociclismo entre 1970 y 1976. Su mejor temporada fue en 1973 cuando acabó en octavo lugar de la categoría de 250cc.

## Biografía
Un reparador y entrenador de motos y ciclomotores, Gallina comenzó a dedicarse a las competiciones de motociclismo en 1960, obteniendo en 1964 el título de Campeón de montaña con una MotoBi 175, casi tocando el título italiano de Juniores en el mismo año. Ex Seniores, Gallina fue apoyada por el presidente de su motoclub, quien le dio una Ducati y una Aermacchi Ala d'Oro para competir en 250 y 350.
Los buenos resultados le valieron en 1968 la llamada de Giuseppe Pattoni para correr con la Paton 500: con el medio litro de Milán, La Spezia fue tercero en el Campeonato nacional italiano en 1970, segundo en 1971, tercero en 1972 y volvió a ser segundo en 1973. En la 1970, Gallina debutó en Campeonato del Mundo, obteniendo un tercer lugar en GP Yugoslavia con la Paton. Desde 1972 Gallina montó la Yamaha TD 250 preparado por él, con la que obtuvo dos podios en 1973, temporada en la que pilota una Benelli de 350 y 500cc. Gallina se sumó a la actividad en velocidad Campeonato de Resistencia con una Laverda SFC y 1000 tres cilindros.
Su carrera como piloto terminó en 1976 debido a una tendinitis. Dejando la actividad de piloto, se dedicó a la de ser jefe de equipo y distribuidor Suzuki: ya en 1974 Gallina apoyó al compañero Armando Toracca en la conquista del título italiano de los 250, y en la temporada 1976 formó un equipo en el Campeonato Mundial, con Toracca y Marco Lucchinelli como pilotos. El «Gallina Team», en veinte años de carrera, ganó dos títulos mundiales de 500cc (1981 con Lucchinelli y 1982 con Franco Uncini), además de los mencionados pilotos, Virginio Ferrari, Graziano Rossi y Pierfrancesco Chili. El equipo Gallina Tamburini también contribuyó al equipo Gallina, con quien estableció Rimini una compañía (luego vendida a Cagiva) para la realización de prototipos, que hizo en 1983 una 500 de GP con motor Suzuki.
Después de abandonar las competiciones, se dedicó a su concesionario y a seguir su carrera en las carreras de su hijo Michele.

## Resultados en el Campeonato del Mundo
Sistema de puntuación desde 1969 hasta 1987:
| Posición | 1.º | 2.º | 3.º | 4.º | 5.º | 6.º | 7.º | 8.º | 9.º | 10.º |
| Puntos   | 15  | 12  | 10  | 8   | 6   | 5   | 4   | 3   | 2   | 1    |

### Carreras por año
(Carreras en Negrita indica pole position, Carreras en cursiva indica vuelta rápida)
| Año  | Clase | Equipo    | 1       | 2       | 3       | 4       | 5       | 6       | 7       | 8       | 9       | 10      | 11    | 12    | 13      | Pts. | Pos. |
| ---- | ----- | --------- | ------- | ------- | ------- | ------- | ------- | ------- | ------- | ------- | ------- | ------- | ----- | ----- | ------- | ---- | ---- |
| 1968 | 350cc | Ducati    | ALE -   |         | IDM -   | NED -   |         | DDR -   | CZE -   | ULS -   | NAT Ret |         |       |       |         | 0    | -    |
| 1970 | 350cc | Aermacchi | GER -   |         | YUG 6   | IOM -   | NED -   | BEL -   | DDR -   | CZE -   | FIN -   | ULS -   | NAT - | ESP 7 |         | 9    | 20.º |
| 1970 | 500cc | Paton     | GER -   | FRA Ret | YUG 3   | IOM -   | NED Ret | BEL DNQ | DDR -   | CZE -   | FIN -   | ULS -   | NAT 7 | ESP 5 |         | 20   | 11.º |
| 1971 | 500cc | Paton     | AUT Ret | ALE -   | IDM -   | NED -   | BEL -   | RDA -   | CHE -   | SUE -   | FIN -   | NAC Ret | ESP - |       |         | 0    | -    |
| 1972 | 500cc | Paton     | ALE -   | FRA -   | AUT Ret | NAC Ret | IDM -   | YUG 10  | NED -   | BEL -   | RDA -   | CHE -   | SUE - | FIN - | ESP Ret | 1    | 50.º |
| 1973 | 250cc | Yamaha    | FRA 6   | AUT 6   | GER -   |         | IOM -   | YUG 3   | NED Ret | BEL -   | CZE -   | SWE 2   | FIN - | ESP - |         | 32   | 8.º  |
| 1973 | 500cc | Paton     | FRA Ret | AUT 5   | GER -   |         | IOM -   | YUG Ret | NED Ret | BEL Ret | CZE -   | SWE -   | FIN - | ESP - |         | 6    | 28.º |
| 1974 | 350cc | Yamaha    | FRA -   | GER -   | AUT Ret | NAT Ret | IOM -   | NED -   |         | SWE -   | FIN -   |         | YUG - | ESP - |         | 0    | -    |
| 1974 | 500cc | Yamaha    | FRA -   | GER -   | AUT -   | NAT 5   | IOM -   | NED -   | BEL -   | SWE -   | FIN -   | CZE -   |       |       |         | 6    | 24.º |
| 1975 | 250cc | Yamaha    | FRA DNQ | ESP -   |         | GER -   | NAT -   |         | IOM -   | NED -   | BEL -   | SWE -   | FIN - | CZE - | YUG -   | 0    | -    |
| 1975 | 350cc | Bimota    | FRA Ret | ESP -   | AUT -   | GER -   | NAT -   | IOM -   | NED -   |         |         | FIN -   | CZE - | YUG - |         | 0    | -    |
| 1975 | 500cc | Suzuki    | FRA -   |         | AUT -   | GER -   | NAT Ret |         | IOM -   | NED -   | BEL -   | SWE -   | FIN - | CZE - | YUG -   | 0    | -    |
| 1976 | 500cc | Suzuki    | FRA Ret | AUT -   | NAT -   |         | IOM Ret | NED -   | BEL -   | SWE -   | FIN -   | CZE Ret | GER - |       |         | 0    | -    |